# Tomàs Fàbregas Maristany
Tomàs Fàbregas Maristany, àlies Etxem (el Masnou, Maresme, 1846 - el Masnou, Maresme, 9 de novembre de 1916) fou un mariner català, alcalde del Masnou de 1906 a 1909.
Era del Partit Liberal Fusionista. Es presentà per primer cop a les eleccions municipals de 1903 al Masnou i en sortí elegit com a regidor. De 1904 a 1906 fou tinent d'alcalde segon. El gener de 1906 fou elegit alcalde, càrrec que ostentà fins a juliol de 1909.
Durant el seu mandat, es construí la capella del cementiri i un nou cos per a la Casa Benèfica del Masnou destinat a asil per a malalts pobres, tot gràcies al donatiu de l'hisendat Bonaventura Fontanills Rosés. Un dels esdeveniments que més afectaren la vila fou l'assassinat a ganivetades de la modista Avel·lina Vilà Mogas, de 24 anys, el dia 5 de juliol de 1908, comès per un matrimoni, Andreu Fornells i Dolors Godia, que després intentà fugir a França. El crim seria glosat per Jaume Bertran Estapé en el llibret El crimen de Masnou. També tingué lloc un dels aiguats més importants de la vila, la nit del 9 al 10 de juny de 1909, quan es desbordà la riera de Teià i els torrents inundaren la vila. L'episodi va ser narrat també per Jaume Bertran Estapé en el llibret La inundación de Masnou.